# Herman Fleming

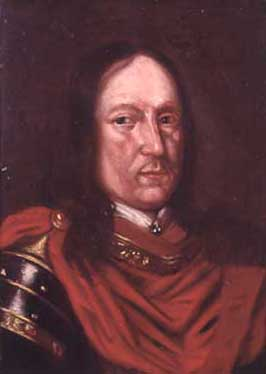
Herman Fleming

Herman Klasson Fleming af Liebelitz, finnisch Herman Klaunpoika Fleming (* 17. September 1619 in Villnäs, Finnland; † 28. September 1673 in Stockholm) war ein schwedischer Politiker. Er war von 1664 bis 1669 schwedischer Generalgouverneur Finnlands.

## Frühe Jahre
Herman Fleming wurde als Sohn des Reichsrats und Admirals Clas Larsson Fleming (1592–1644) und seiner Frau Anna Göransdotter Snakenborg geboren. Er studierte von 1637 bis 1640 an der Universität Uppsala und begab sich ab 1640 auf Auslandsreisen. Unter anderem blieb er zwei Jahre in Amsterdam. Dort eignete er sich gründliche Kenntnisse der Nautik und des Schiffbaus an. Daneben war er als Student an der Universität Leiden eingeschrieben und reiste nach Brabant, Flandern, Frankreich und Italien.

## Militärische Karriere
Nach dem Ausbruch des Krieges gegen Dänemark 1643 rief ihn der Vater nach Schweden zurück. 1644 wurde Herman Fleming Befehlshaber des Kriegsschiffs Regina. Im selben Jahr musste er erleben, wie sein Vater in einer Seeschlacht bei Fehmarn fiel. 1645 wurde Herman Fleming Admiralleutnant. 1650 wurde er zum Reichs- und Admiralitätsrat ernannt. Gleichzeitig wurde er zum Oberstatthalter für Stockholm berufen.

## Politiker
1651 wurde Herman Fleming Freiherr. Von 1653 bis 1660 war er Präsident des einflussreichen Kammerkollegiums, des inneren Machtzirkels Schwedens. Von 1654 bis 1657 bekleidete er im Auftrag von Königin Christina und ihres Nachfolgers das Amt des Generalgouverneurs über die tributpflichtigen königlichen Ländereien. Von 1657 bis zu seinem Tod war er außerdem als Richter (lagman) für Südfinnland bestellt.
In dieser Zeit war Herman Fleming einer der wichtigsten und mächtigsten Politiker seiner Zeit. 1655 wurde er Präsident des sogenannten Reduktionskollegiums, das über die Einziehung von verliehenen Vermögenswerten und Grundstücken des Adels zugunsten der Krone entscheiden sollte. Es war nicht überraschend, dass er sich bei dieser Aufgabe oftmals den Zorn des Adels zuzog. Fleming erwies sich als besonders königstreu gegenüber Karl X. Gustav (1622–1660, König ab 1654) und stellte sich – oft mit viel diplomatischem Geschick und hinter den Kulissen – gegen den Hochadel.
Im Testament König Karls X. Gustav war Herman Fleming eigentlich als Mitglied der Vormundschaftsregierung und Reichsschatzmeister vorgesehen. Allerdings gelang es dem Adel, auf dem Reichstag von 1660 diese Passagen zu annullieren, auch gegen den Widerstand der anderen Stände. Verbittert zog sich Fleming daraufhin aus der Politik zurück.

## Finnland
1664 wurde er in einer Versöhnungsgeste zum Generalgouverneur für Finnland gewählt. Allerdings wurden auch diese Pläne erneut hintertrieben, so dass ein anderer Kandidat, Carl Mauritz Lewenhaupt (1620–1666), letztendlich den Vorzug erhielt. Als Lewenhaupt kurz danach auf die Wahl verzichtete, wurde Fleming das Amt übertragen. Er hatte es bis 1669 inne.

## Privatleben
Am 15. Mai 1645 heiratete Herman Fleming Kristina Fritzdotter Rosladin (1628–1676). Das Paar hatte wahrscheinlich zwölf Kinder: Christina (1640–1705), Anna (* 1646), Elena Christina (* 1647/48), Klas (1649–1685), Fredrik (1652–1677), Herman (1654–1718), Magnus (* 1655), Carl Gustaf (* 1661/62), Gertrud (1665–1673) und Brita (* 1672) sowie 1663 und 1664 zwei weitere Kinder, deren Namen nicht überliefert sind.